# Architektura gotycka we Włoszech
Do Włoch gotyk dotarł przede wszystkim za pośrednictwem klasztorów. Architektom włoskim ten styl budowania niezbyt się podobał. Podobnie jak romanizm był dla nich kulturowo obcy. Przyjęły się i rozpowszechniły tylko niektóre elementy tego stylu, a wraz z pojawieniem się renesansu szybko od gotyku odstąpiono.
Kościoły budowane na terenie Italii w okresie XIII – XIV wieku to przeważnie bazyliki, często przykryte drewnianym stropem lub widoczną we wnętrzu więźbą dachową. Pojawiające się sklepienia to najczęściej sklepienia krzyżowe, zabezpieczone stalowymi lub spiżowymi ściągami. W ten sposób znaczna część sił ukośnych była równoważona w rozciąganym elemencie poziomym, a pozostała, niewielka część, przekazywana na ściany i filary podparte przyporami. Stąd kościoły włoskie nie mają skomplikowanych układów łęków oporowych, które wraz z filarami tworzyły misterne układy systemów przyporowych. Zastosowane ściągi były skutecznym rozwiązaniem, jednak nie zdobiły wnętrza kościoła. Ich zastosowanie lub przykrycie nawy głównej (często także naw bocznych) stropami pozwoliło na zwiększenie rozstawu kolumn, przez co wnętrza włoskich kościołów są bardziej przestronne, niż budowli w Europie Północnej. Dodatkowo, występujące w rozwiązaniach italskich znaczne podwyższenie wysokości naw bocznych, sprawia wrażenie układów bardziej scalonych i mało doświetlonych.

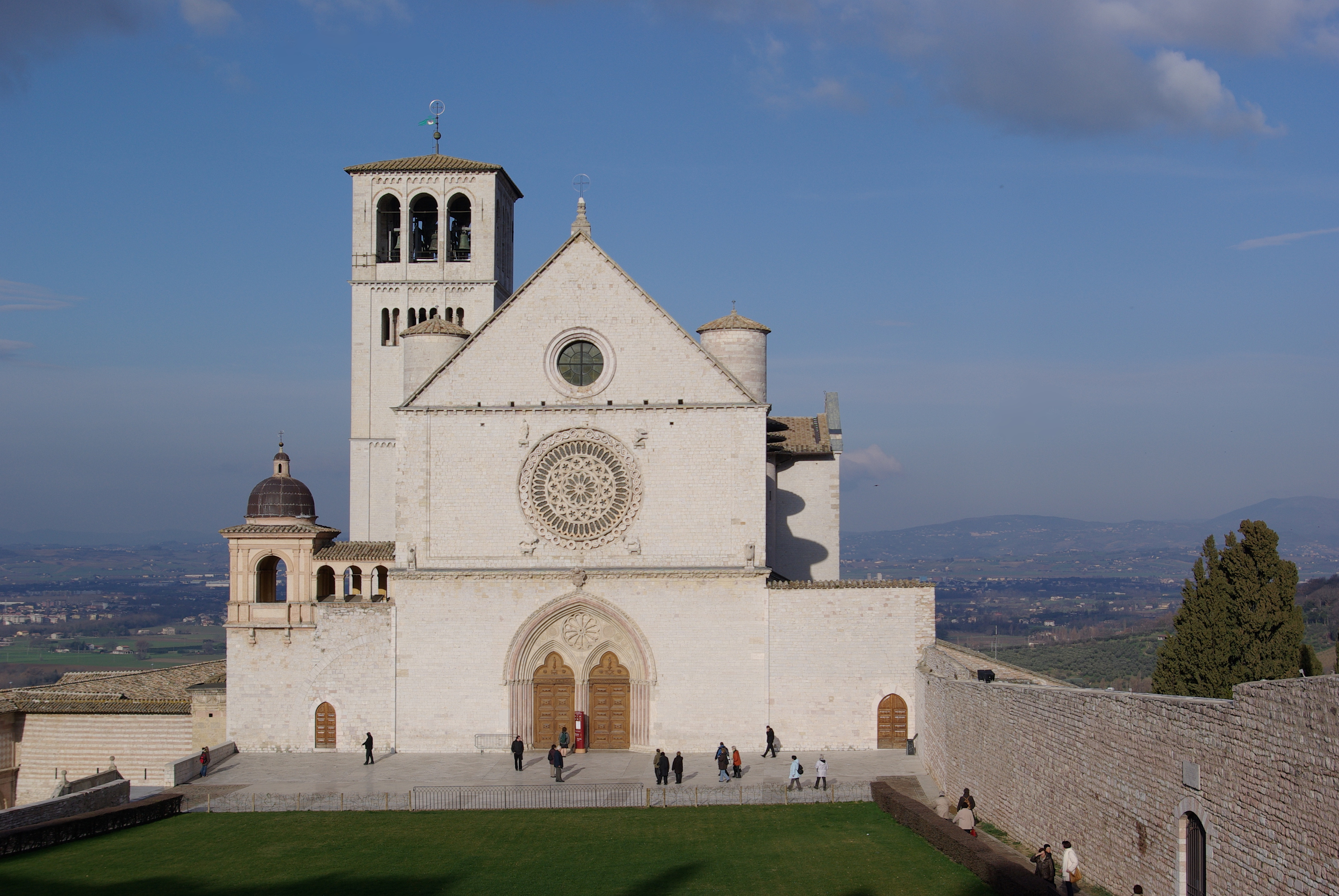
Św. Franciszka - kościół górny, Asyż

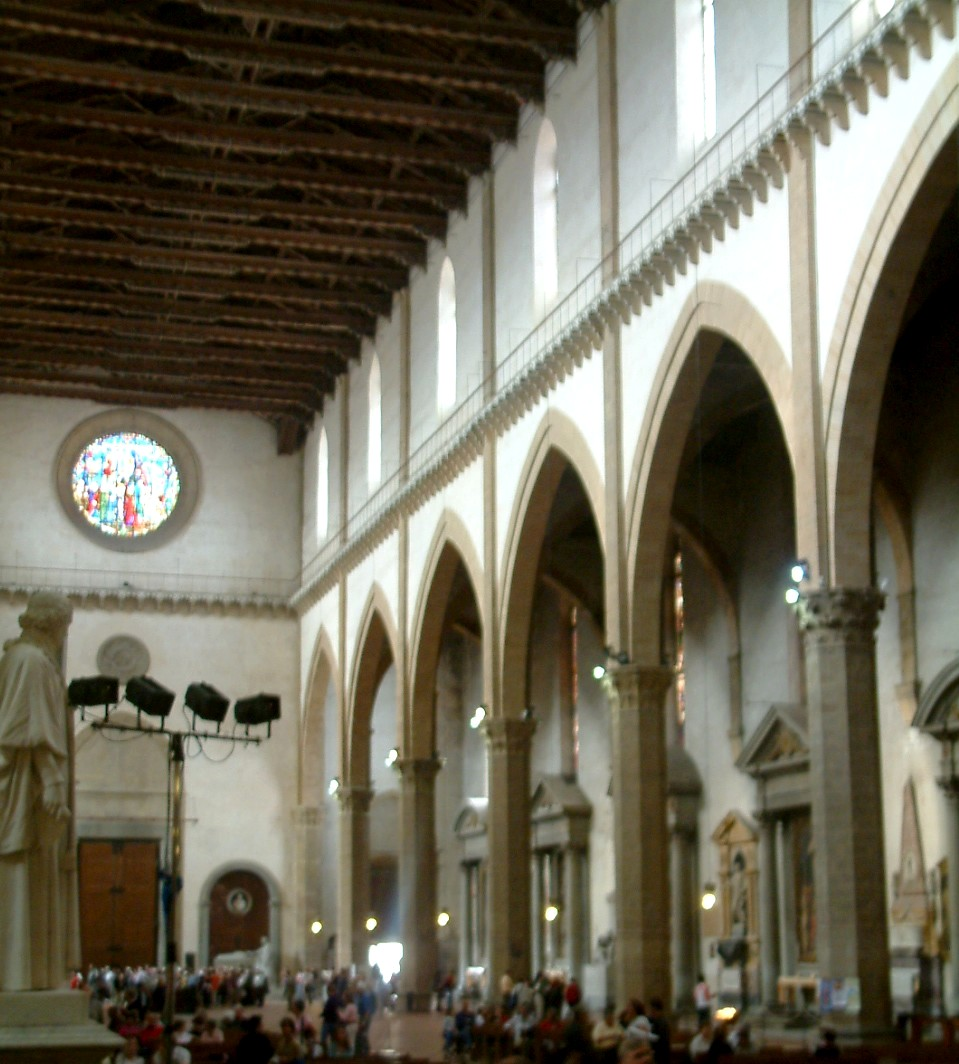
Wnętrze kościoła Santa Croce we Florencji

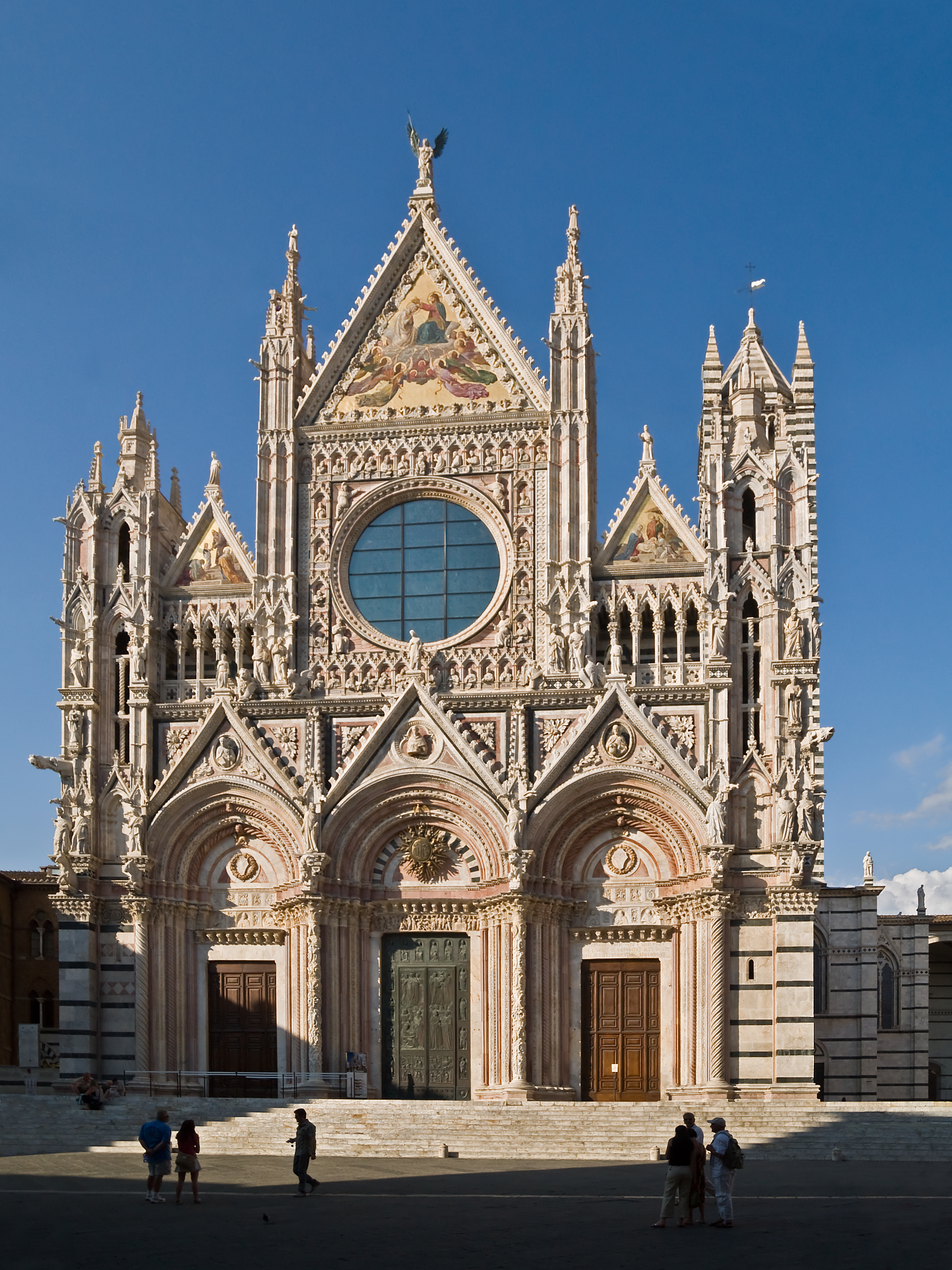
Fasada katedry w Sienie

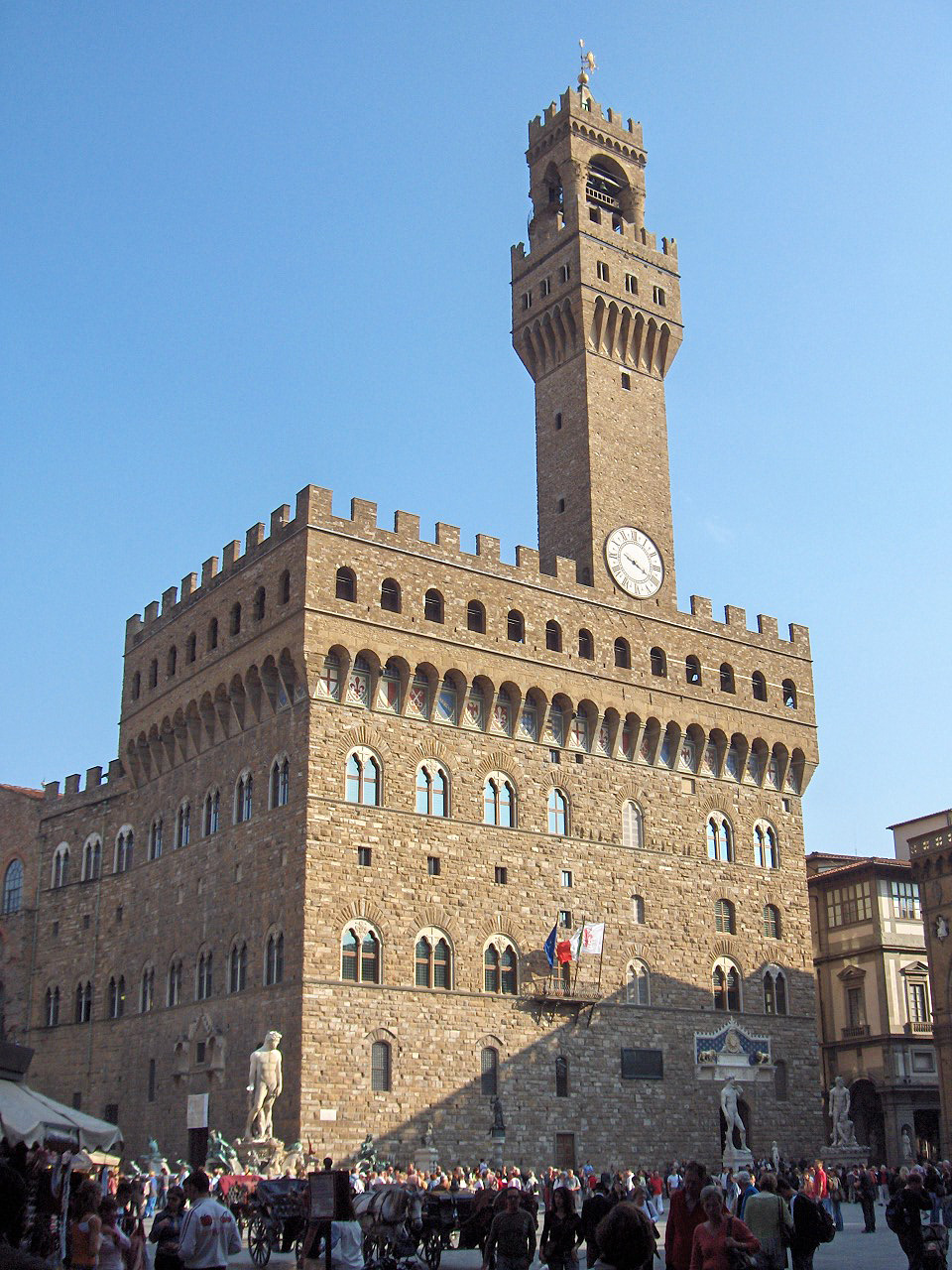
Pałac Vecchio

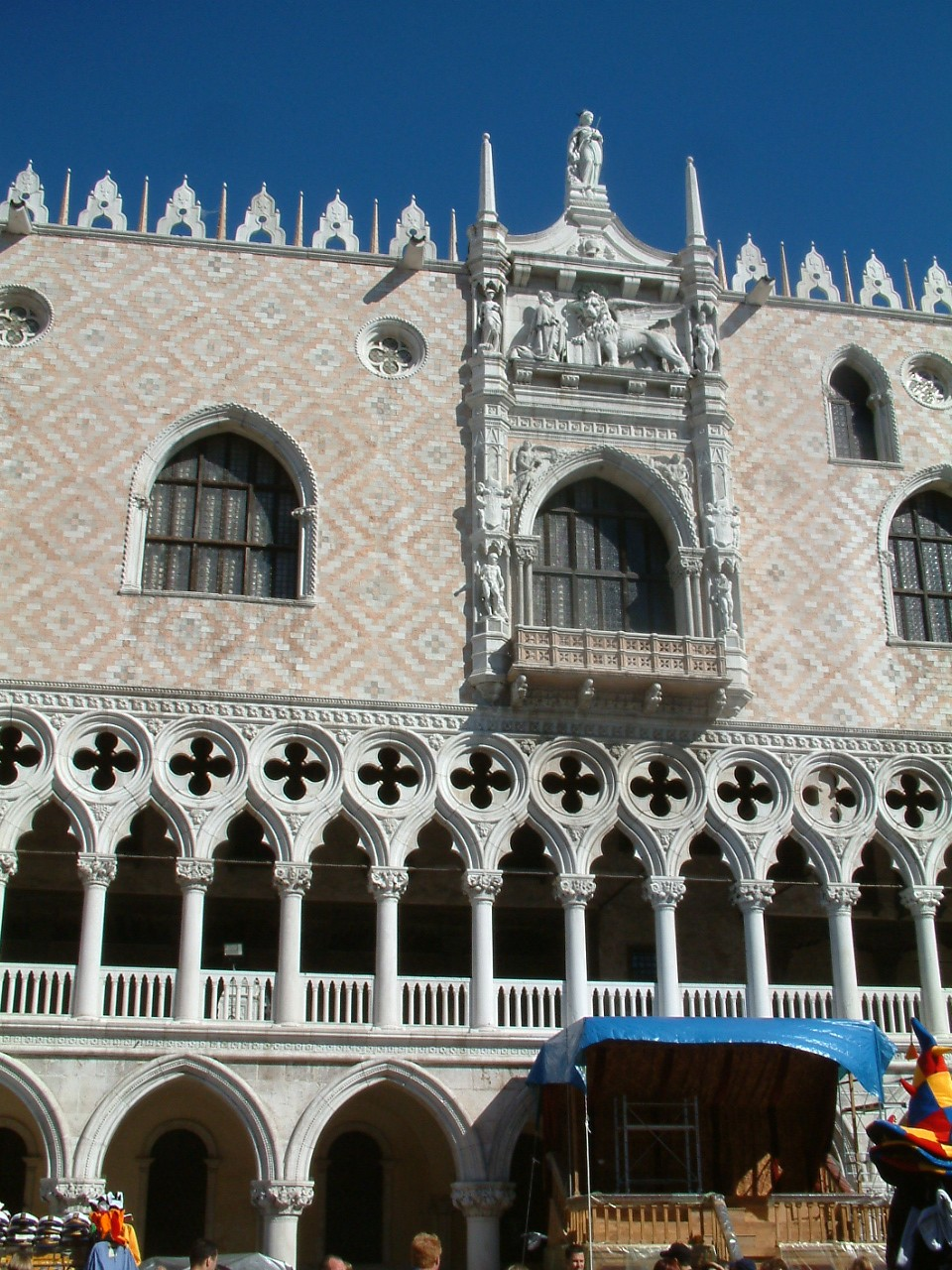
Pałac Dożów - fragment elewacji - widok od strony Piazzetty

Architekci włoscy dość często stosowali dekorację złożoną z poziomych pasów dwukolorowego kamienia. Tak konstruowane filary dają efekt odwrotny od obowiązującego w okresie gotyku podkreślania wertykalnego układu budowli. Podobnie rozwiązywane były elewacje frontowe. Do rzadkości należą widoczne z daleka wieże wyrastające z bryły budynku. Wystrój rzeźbiarski budowli włoskich należy do znacznie uboższych. Jedynie głowice kolumn i filarów były bogaciej zdobione, niż pozostałe elementy wnętrza.
Do przykładów zabytków sakralnych z okresu gotyku należą:
- kościoły zbudowane pod panowaniem dynastii andegaweńskiej w Neapolu: San Lorenzo (św. Wawrzyńca) i Santa Chiara) (św. Klary) wzorowane na budowlach francuskich,
- bazylika św. Franciszka w Asyżu zbudowana na planie krzyża łacińskiego
- Bazylika Santa Maria sopra Minerva w Rzymie, trójnawowa, na planie krzyża łacińskiego
- kościół Santa Croce we Florencji z widoczną więźbą dachową
- katedra Santa Maria del Fiore, której trójnawowy korpus został zbudowany w okresie gotyku i przykryty sklepieniem krzyżowo-żebrowym zabezpieczonym ściągami nawie głównej i w nawach bocznych (część sił rozporowych sklepienia nawy głównej przenoszą przypory),
- kościół św. Franciszka w Bolonii, sklepiony z łękami oporowymi dodanymi w późniejszym okresie,
- katedra w Sienie zbudowana w okresie od ok. 1284–1376, trójnawowa bazylika z kopułą opartą na dwunastokątnym bębnie (już podczas budowy kościoła w jego centralnej części wbudowano sześcioboczny bęben, wyżej przechodzący w plan dwunastoboku). Fasada kościoła z trzema portalami zwieńczonymi wimpergami ozdobiona jest układem poziomych pasów. Wieża kościoła pochodzi z czasów romańskich,
- korpus bazyliki San Petronio w Bolonii, trójnawowy, sklepiony, zakończony niewielką absydą. Budowę kościoła rozpoczęto w 1390 r. Nawę poprzeczną i prezbiterium zbudowano w okresie późniejszym,
- katedra w Mediolanie, często podziwiana przez turystów jako jeden z najlepszych przykładów architektury gotyckiej we Włoszech, tak naprawdę budowana była do 1906. Prace rozpoczęto na polecenie księcia Gian Galezza Viscontiego w 1386 r. Pierwszym architektem pracującym przy tym zadaniu był Simone de Orsènigo. W okresie późniejszym pracowali tu także architekci francuscy i niemieccy. Do 1417 ukończono korpus. Filary przyporowe wieńczą sterczyny z posągami świętych. Wieża na skrzyżowaniu naw i fasada budowane były w okresie renesansu i uzupełniane w XVII i XIX wieku. Ten największy z gotyckich kościołów włoskich ma plan pięcionawowej bazyliki z prezbiterium zakończonym obejściem na planie połowy ośmioboku. Wysokość naw bocznych zewnętrznych jest niższa niż naw bocznych usytuowanych przy nawie głównej. Nad skrzyżowaniem naw z transeptem umieszczono ośmioboczne sklepienie podpierające wysoką wieżę z iglicą i pinaklami. Szeroka (65,0 m) fasada o bardzo bogatej dekoracji ma wiele elementów z okresu manieryzmu, barokowe okna i portale,
- kaplica Santa Maria della Spina w Pizie, rozbudowana w latach 1323–1333 to niewielkie oratorium z dwuportalową fasadą ozdobioną niewielkimi, ażurowymi kapliczkami niewielkimi rozetami,
- kościół Santa Maria Novella we Florencji, trójnawowa, sklepiona bazylika o fasadzie przebudowanej w okresie renesansu.
- Katedra w Cremie
- Katedra w Como, która uważana jest za ostatnią gotycką katedrę we Włoszech.

Przy zabudowaniach klasztornych i kościołach we Włoszech zachowały się cmentarze - campo santo, otoczone ogrodzeniami, wzdłuż których budowano krużganki otwarte do wirydarzy. Część takich rozwiązań została przebudowana w okresie gotyku. Przykładem jest zaprojektowane przez Giovanniego Pisano campo santo w Pizie. Zbudowane w latach 1270–1463 na planie prostokąta w wymiarach 127,0 x 52,0 m otoczone z czterech stron krużgankami o półkolistych, jeszcze romańskich arkadach, ozdobione delikatnym, gotyckim laskowaniem.
Architektura świecka z okresu gotyku to przede wszystkim budynki o charakterze wyraźnie obronnym. Obronność jest wyraźnie widoczna zarówno w budowlach reprezentacyjnych, zamkach, a nawet w budynkach mieszkalnych. W kraju nękanym ciągłymi konfliktami wewnętrznymi stawiano w miastach prywatne domy z wieżą albo w formie wież, które łatwo było przystosować do obrony. Takie wieże zachowały się m.in. w Pizie, Florencji, Padwie, Weronie. Do dzisiaj zachowały się również fragmenty fortyfikacji np. w Fiesole, Cortonie i Volterze. Jednak najbardziej znane są przykłady budowli reprezentacyjnych:
- we Florencji
  - Pałac Vecchio
  - Palazzo del Bargello zwany też Palazzo del Podesta
  - Loggia dei Lanzi
- w Wenecji
  - Pałac Dożów
  - Ca’ d’Oro (Casa d’Oro; pol. Złoty Dom), zbudowany przy Canal Grande w latach 1421–1440, ozdobiony delikatnymi maswerkami, widoczne są w nim, oprócz elementów gotyckich motywy bizantyńskie i islamskie
- ratusz w Sienie - Palazzo Pubblico, zbudowany w latach 1297–1348 z potężną (88,0 m wysokości) wieżą górującą nad horyzontalną kompozycją całego gmachu,
- zamki:
  - rodu d’Este w Ferrarze budowany od 1385 z licznymi przebudowami, z okresu gotyku zachowały się machikuły,
  - Castel del Monte w Apulii, zbudowany na planie ośmioboku z ośmiobocznymi wieżami w każdym narożniku budowli. Wewnątrz znajduje się ośmioboczny dziedziniec. Zamek zbudowano w latach 1240–1250 na polecenie cesarza Fryderyka II.